# Homage to Chagall: The Colours of Love
Pour plus de détails, voir Fiche technique et Distribution.
Homage to Chagall: The Colours of Love est un film canadien réalisé par Harry Rasky, sorti en 1977.

## Synopsis
À travers plus de 300 mosaïques, vitraux, peintures murales et peintures, ainsi qu'une interview avec Marc Chagall lui-même, le film est une célébration de l'œuvre de l'artiste russe.

## Fiche technique
- Titre : Homage to Chagall: The Colours of Love
- Réalisation : Harry Rasky
- Scénario : Harry Rasky
- Narration : Jean Gascon, James Mason et Joseph Wiseman
- Musique : Louis Applebaum
- Photographie : Kenneth W. Gregg
- Montage : Arla Saare
- Production : Harry Rasky
- Société de production : Canadian Broadcasting Corporation et Maragall Productions
- Pays :  Canada
- Genre : Documentaire
- Durée : 88 minutes
- Dates de sortie : 
  -  Canada : 19 juin 1977

## Distinctions
Le film a été nommé à l'Oscar du meilleur film documentaire.